# اتحاد الإمارات لرياضة أصحاب الهمم
اتحاد الإمارات لرياضة أصحاب الهمم هوهيئة رياضية إماراتية وطنية تهدف إلى تعزيز مشاركة ذوي الهمم في الأنشطة الرياضية، وتحقيق التكامل الاجتماعي من خلال الرياضة، تأسس الاتحاد بتوجيهات حكومية في 13 يونيو 1996، وهو يعمل تحت مظلة اللجنة البارالمبية الوطنية الإماراتية وبالتعاون مع وزارة الثقافة والشباب وتنمية المجتمع في دولة الإمارات العربية المتحدة، ويسعى الاتحاد إلى تطوير المهارات الرياضية للأفراد ذوي الهمم من خلال توفير الفرص المناسبة لهم للمشاركة في مختلف الألعاب الرياضية، سواء على الصعيد المحلي أو الدولي، يتولى الاتحاد تنظيم البطولات والمنافسات، ويعمل على إعداد المنتخبات الوطنية للمشاركة في الفعاليات الرياضية الكبرى مثل الألعاب البارالمبية وغيرها من المنافسات الإقليمية والدولية، ويهدف إتحاد الإمارات لرياضة أصحاب الهمم إلى تمكين الأفراد ذوي الإعاقة، وتعزيز قدراتهم وإمكانياتهم، مما يساهم في تغيير النظرة السائدة حولهم ويعزز من مكانتهم في المجتمع، كما يساهم في تهيئة البيئة الملائمة لممارسة الرياضة، ورفع مستوى الوعي بأهمية النشاط الرياضي لذوي الإعاقة، مما يعزز صحتهم النفسية والجسدية، ويوفر الاتحاد أيضاً برامج تدريب وتأهيل للمدربين والحكام المعنيين بالعمل مع الرياضيين من ذوي الإعاقة، لضمان تحقيق أعلى مستويات الأداء والاحترافية.

## الأنشطة
تشمل أنشطة الاتحاد مايلي:
- دوري كرة السلة على الكراسي المتحركة
- كأس الصم لكرة القدم
- دوري كرة الهدف للإعاقة البصرية
- بطولة الدولة لرفعات القوة
- بطولة الدولة للبوتشيا
- بطولة الدولة لألعاب القوى
- بطولة البولينج للأساتذة
- بطولة الدولة للريشة الطائرة
- بطولة الدولة للقوس والسهم
- الرماية
- كرة الطاولة
- بطولة البولينج الخماسي للإعاقة السمعية
- مسابقة اللجنة الوطنية البارالمبية
- دوري كرة القدم داخل الصالات للإعاقة السمعية

## إنجازات
- حقق منتخب دولة الإمارات من أصحاب الهمم 7 ميداليات ذهبية وفضية وبرونزية في دورة الألعاب البارالمبية التي جرت في ريو دي جانير والبرازيل.[6]
- في منافسات ملتقى الشارقة الدولي الـ12 لألعاب القوى لأصحاب الهمم، بمشاركة 291 لاعباً ولاعبة من 38 دولة، حققت الأندية الإماراتية 28 ميدالية، منها 9 ذهبيات و6 فضيات و13 برونزية.[7]
- خمس ميداليات متنوعة في منافسات بطولة كأس العالم لرماية المعاقين "أوسييك 2017" في كرواتيا، بواقع ثلاث ذهبيات وميداليتين فضيتين.[8]
- حقق نادي دبي لأصحاب الهمم عدداً من الألقاب والميداليات الدولية والمحلية، 77 ميدالية في 28 بطولة دولية (29 ذهبية، 21 فضية، 27 برونزية)، إلى جانب 143 ميدالية في 48 بطولة محلية (65 ذهبية، 46 فضية، 32 برونزية).[9]
- فاز الرياضيون الإماراتيون في بارالمبية طوكيو 2021 بـ3 ميداليات (ذهبية وفضية وبرونزية) 2021، كما فازت بعثة شباب المنتخب البارالمبي الإماراتي بـ 12 ميدالية آسيوية (4 ذهبيات، 5 فضيات، 3 برونزيات) في دورة الألعاب البارالمبية الآسيوية في البحرين، بالإضافة لفوز منتخب الإمارات لأصحاب الهمم بذهبية الفرق في بطولة العالم لرماية الشوزن، وذهبية في بطولة كأس العالم للرماية البارالمبية التي أقيمت في مدينة العين عام 2021.[10]
- 3 ميداليات في بطولة كأس العالم لرماية أصحاب الهمم في نيودلهي  2024.[11]
- في الدورة الدورة السادسة لرياضة المرأة بمجلس التعاون لدول الخليج العربي، حققت صاحبات الهمم الإماراتيات 28 ميدالية (17 ذهبية، 6 فضية، 5 برونزية).[12]

## الأولمبياد الخاص
تأسس برنامج الأولمبياد الخاص في أوائل التسعينيات عبر لجنة تابعة للاتحاد الرياضي لذوي الهمم، ومنذ ذلك الحين شهد تطوراً ملحوظاً في عدد الرياضيين المشاركين والفعاليات. ويقدم البرنامج مجموعة متنوعة من الرياضات تتراوح بين السباحة وألعاب القوى وكرة السلة وغيرها، مما يتيح للرياضيين اختيار الرياضات التي تناسب قدراتهم واهتماماتهم، ويعتبر الأولمبياد الخاص في الإمارات من الفعاليات البارزة التي تسهم في تغيير نظرة المجتمع تجاه أصحاب الهمم وتحسين مستوى حياتهم، ويتبنى الأولمبياد الخاص في الإمارات عدة أهداف رئيسية، أبرزها تعزيز الثقة بالنفس لدى أصحاب الهمم، وزيادة مهاراتهم الاجتماعية، وتعزيز التغذية الصحية واللياقة البدنية، كما يوفر البرنامج بيئة آمنة وداعمة حيث يمكن للرياضيين التعبير عن أنفسهم وتطوير مهاراتهم.